# Königsfrieden
Der  Königsfrieden (nach dem spartanischen Verhandlungsführer auch Friede des Antalkidas genannt) wurde 387/386 v. Chr.  zwischen Sparta und seinen Gegnern geschlossen, um den Korinthischen Krieg zu beenden. Das Perserreich unter Großkönig Artaxerxes II. trat dabei als Garantiemacht auf. Das Abkommen gilt als frühestes Beispiel einer koiné eiréne, eines allgemeinen Friedens.
Die Initiative ging von spartanischer Seite aus, nachdem Sparta seit Jahren in Kämpfe sowohl mit den Persern als auch mit einigen griechischen Poleis (und hier besonders mit dem nach dem Peloponnesischen Krieg langsam wiedererstarkten Athen) verstrickt war. Es ging dabei um die Idee eines allgemeinen Friedens, der den ewigen Kämpfen im Mutterland ein Ende machen sollte. Vor allem war Sparta an einer Beendigung der Kämpfe gelegen, die es immer mehr zu erschöpfen drohten. Antalkidas nahm schließlich im Winter 388/387 v. Chr. die Verhandlungen mit dem persischen Großkönig Artaxerxes II. auf, die bald zum gewünschten Erfolg führten. Artaxerxes II. hingegen sah eine Chance, eine Ordnung nach seinen Wünschen zu schaffen und freie Hand zur Bekämpfung der Griechen in seinem Machtbereich zu erhalten. Eine spartanisch-persische Flotte sperrte den Hellespont und blockierte den Hafen von Piräus, so dass auch Athen gezwungen war, die Vereinbarungen anzunehmen.
Es kam schließlich 387 v. Chr. in Sardes zur Verkündung des so genannten Königsfriedens durch den persischen Satrapen Tiribazos:

„Großkönig Artaxerxes hält es für gerecht, dass die Städte in Kleinasien ihm gehören sollen und von den Inseln Klazomenai und Zypern. Die anderen Griechenstädte jedoch, große wie kleine, sollen autonom sein, außer Lemnos, Imbros und Skyros, die, wie in alten Zeiten, den Athenern gehören sollen (Kleruchien). Wer aber diesen Frieden nicht annimmt, gegen den werde ich Krieg führen zusammen mit denen, die dasselbe wollen, zu Land und zur See, mit Schiffen und mit Geld (...)“

Dieser Frieden wurde im darauffolgenden Jahr 386 v. Chr. in Sparta beschworen. Er bedeutete auch die Auflösung des von Theben geführten Böotischen Bundes, des Weiteren die Aufhebung des Synoikismos zwischen Korinth und Spartas Erzrivalin Argos. Zudem ist als Ergebnis die Aufgabe Kleinasiens und Zyperns, einschließlich der dort lebenden Griechen, zu konstatieren. Sparta schwang sich zum Schiedsrichter dieses von Persien diktierten Vertrags auf, doch zeigten sich bald die Grenzen der spartanischen Macht. 
Den Spartanern wurden aufgrund dieses Eintretens und der damit verbundenen Aufgabe der kleinasiatischen Griechen an die Perser schwere Vorwürfe gemacht: Sie hätten das Prinzip der Autonomie aufgegeben, für das sie einst im Peloponnesischen Krieg gegen Athen und seinen Seebund zu Felde gezogen waren. Tatsächlich wäre der Frieden aber eine Möglichkeit des Ausgleichs gewesen, der jedoch nicht verwirklicht werden konnte. Philipp II. von Makedonien sollte später unter Berufung auf einen allgemeinen Frieden seine Expansionspolitik betreiben.